# Aján Tamás
Aján Tamás (Szamosújvár, 1939. január 12. –) nemzeti- és nemzetközi sporttisztviselő, magyar sportdiplomata, 2000-től 2020-ig a Nemzetközi Súlyemelő-szövetség elnöke volt.

## Életpályája
Az Aján család leszármazottja, erdélyi örmény őseit 1632-ig tudta visszavezetni.   A család az erdélyi Szamosújvárról Kolozsvárra költözött, ahol édesapja bankigazgató volt. A második világháború kezdete után Magyarországra jöttek, majd Ausztriába mentek tovább. A szovjet csapatok fordították vissza őket Budapestre. Gyermek- és ifjú korában több sportot is űzött, egyszerre volt tornász, atléta és úszó.
Ötször jelentkezett az orvosi egyetemre, de politikai okok miatt nem vették fel. Jelentkezett a Testnevelési Főiskolára (TF), ahova rögtön felvették. Az orvosi egyetem sohasem sikerült, de 1964-ben politikai tudományokból doktorátusi címet szerzett. A főiskola után rövid ideig gimnáziumi tanárként dolgozott, majd Csanádi Árpád, a Magyar Olimpiai Bizottság (MOB) akkori főtitkára, az Országos Testnevelési és Sport Hivatal (OTSH) elnökhelyettesének köszönhetően került a hivatalba, a módszertani osztályra 1965 áprilisában. Anyanyelvén – magyar – kívül angolul és oroszul beszél. Három gyermek édesapja.

## Sportvezetőként
Az OTSH módszertani osztályán öt sportág – birkózás, ökölvívás, cselgáncs, súlyemelés, vívás – tartozott hozzá. 1968 januárjában a Magyar Súlyemelő-szövetség főtitkára lett. Az 1969-ben megalakult Európai Súlyemelő-szövetség alelnöke lett. 1970 és 1976 között a Nemzetközi Súlyemelő-szövetség (IWF) alelnöke, majd 1976-ban a főtitkárává választották, amelyet elnökké választásáig, 2000-ig töltött be. 1976-ban az IWF székhelye Budapestre került. 1983-ban az Országos Testnevelési és Sporthivatal (OTSH) alelnöke lett, a pozíciót 1989-ig töltötte be.
1986-ban a Magyar Olimpiai Bizottság alelnöke, 1989-ben a főtitkára lett, a pozícióból 2005 végén az olimpiai doppingesemények miatt visszalépett. 2000. december 8-án a Nemzetközi Súlyemelő-szövetség (IWF) elnökévé választották. A szervezet élén négyszer újraválasztották (2005, 2009, 2013, 2017), kétszer ellenjelölt nélkül.
2000-től a Nemzetközi Olimpiai Bizottság (NOB) tagja, 2010-től tiszteletbeli tagja. A Doppingellenes Világszervezet (WADA) elnökségének tagja. A Magyar Olimpiai Akadémia elnöke, a jereváni egyetem díszdoktora.
2020 márciusában lemondott a tiszteletbeli NOB tagságáról. 2020. április 15-én lemondott a Nemzetközi Súlyemelő Szövetség elnöki posztjáról.
2022 júniusában a nemzetközi Sportdöntőbíróság (CAS) – doppingesetek eltussolása, doppingeljárások akadályozása miatt – örökre eltiltotta a sportvezetői tevékenységtől.

## Főbb elismerései
- A bolgár sportminisztérium elnökének kitüntetettje (1986)[6]
- A dél-koreai államelnök által a Magyarország és a Dél-Koreai Köztársaság közti kapcsolatok fejlesztésében kifejtett tevékenysége elismeréseként adományozott magas állami kitüntetés birtokosa (1988)
- NOB Olimpiai Érdemrend (1995)[6][12]
- A Bolgár Köztársaság elnökének kitüntetése: a "Madara Horseman" 1. fokozata (2000)[6]
- Esterházy Miksa-díj (2001)[6][13]
- A Lengyel Köztársasági Érdemrend Parancsnoki Keresztje (2002)[6]
- San Marino külföldieknek adható legmagasabb kitüntetése, a Parancsnoki Tisztikereszt (2003)[6]
- A Magyar Köztársasági Érdemrend tisztikeresztje[6]
- A Magyar Köztársaság Sportdíja[6]
- 2009-ben 70. születésnapja alkalmából a Magyar Súlyemelő-szövetség Életmű Díj odaítélésével emlékezett meg.[14]
- 2009-ben Sólyom László köztársasági elnök a Magyar Köztársasági Érdemrend középkeresztje (polgári tagozat) kitüntetésben részesítette.[15]
- 2010-ben Vancouverben Jacques Roggétól, a Nemzetközi Olimpiai Bizottság elnökétől megkapta a legmagasabb olimpiai érdemrendet, amit egyénileg, a nemzetközi sporthoz való személyes hozzájárulásáért érdemelt ki.[12]
- Orosz Barátságért Érdemrend (2011)[16]
- Moldáv Becsületrend (2015)[17]

## Kötetei
- Aján Tamás–Lazar Baroga: Weightlifting. Fitness for all sports; Medicina, Bp., 1988
- Bajnokokról bajnokok. A Magyar Olimpiai Bizottság centenáriuma tiszteletére; Villás Alapítvány, Bp., 1995
- Magyar Olimpiai Bizottság. Kézikönyv, 2005; szerk. Aján Tamás; MOB, Bp., 2005